# Itō (Klan)

Wappen der Itō
(Mokkō in einer Klause)

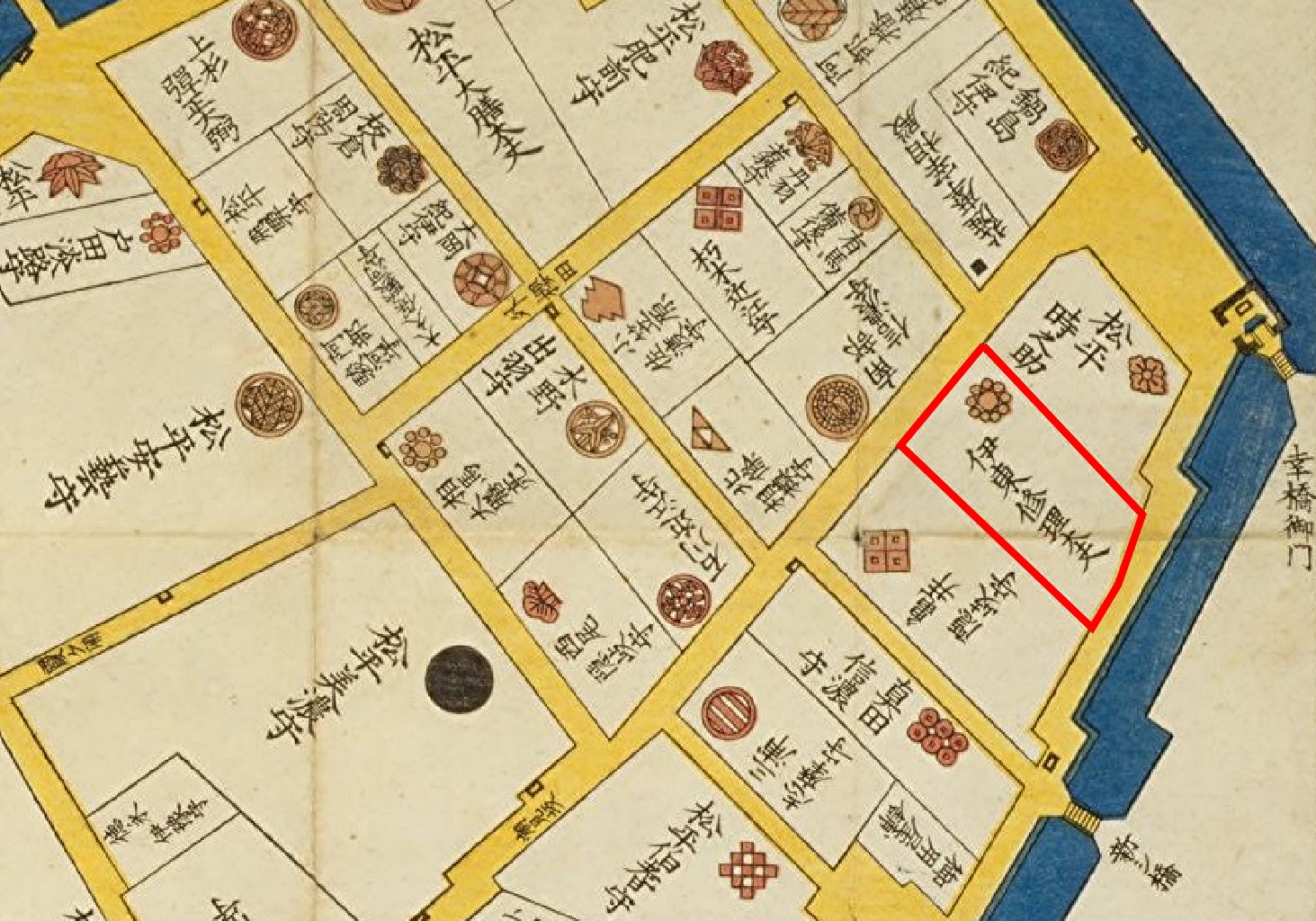
Obi-Itō Residenz in Edo

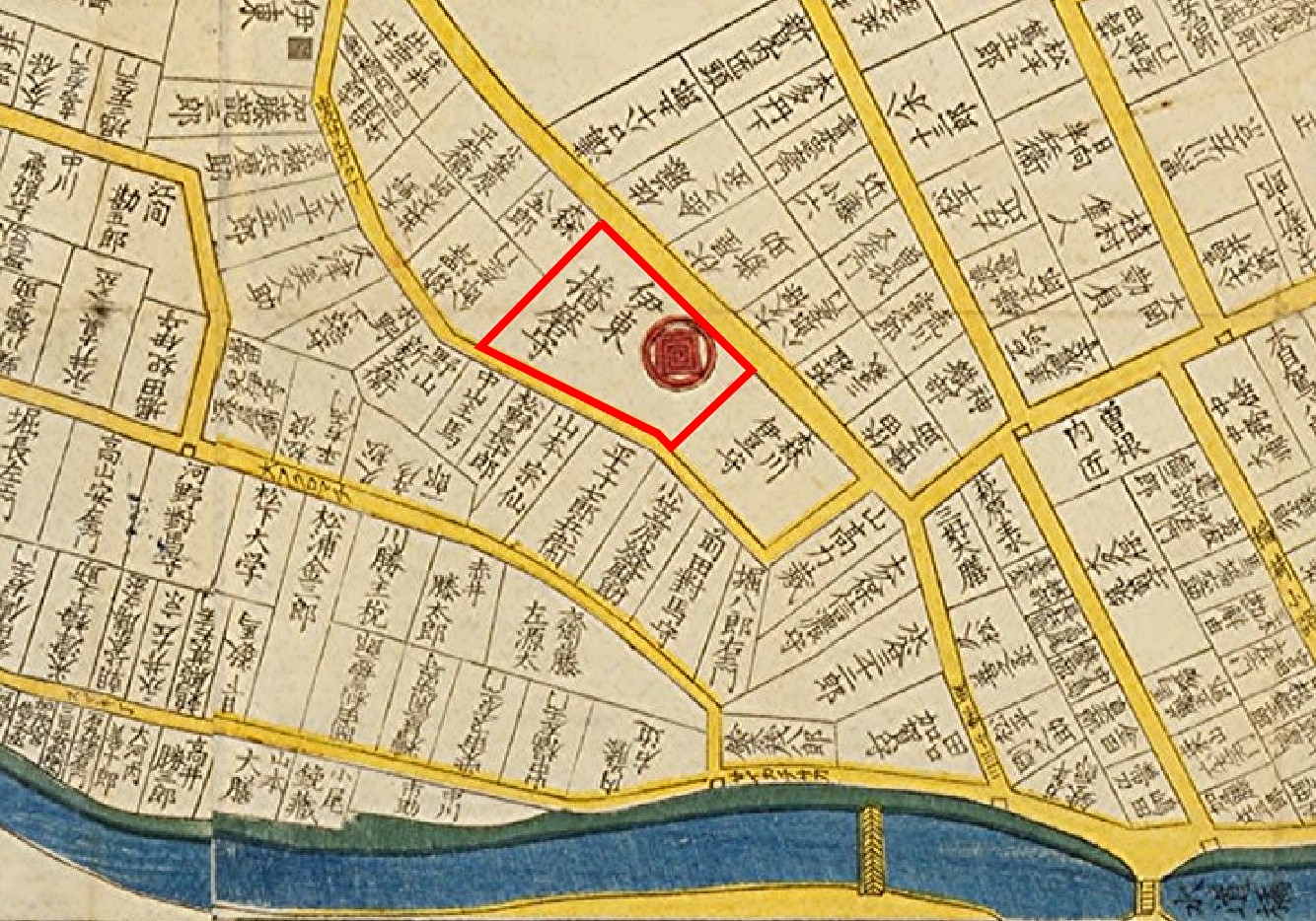
Okada-Itō Residenz in Edo

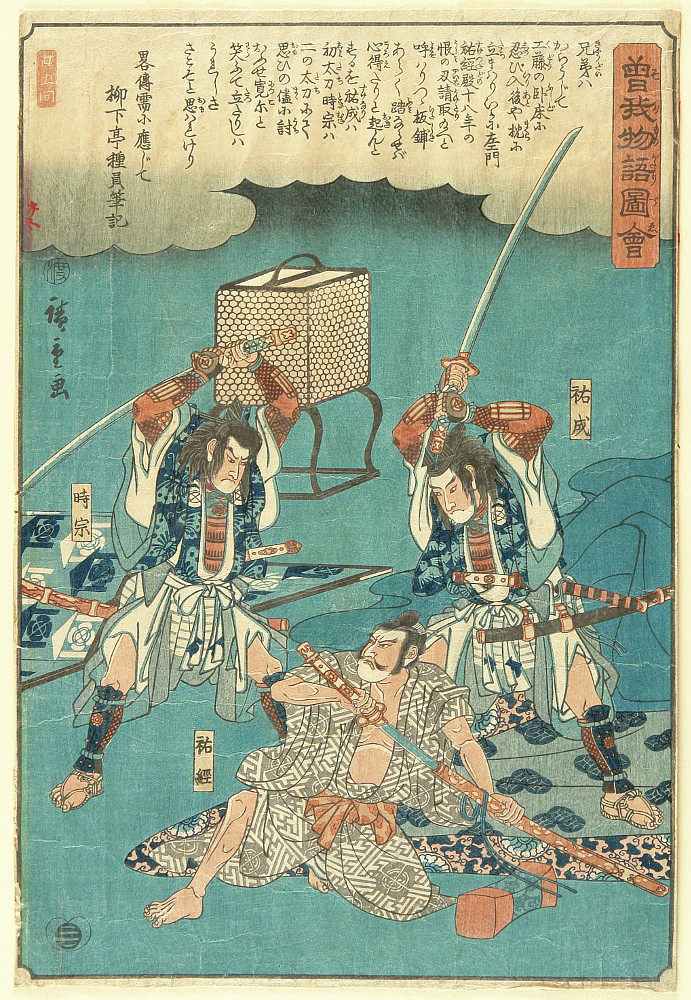
Die Brüder Soga töten Suketsune

Die Itō (japanisch 伊東氏, Itō-shi) waren eine Familie des japanischen Schwertadels (Buke), die sich über Kudō Ietsugu von Fujiwara no Korekimi (727–789) ableitete. Mit einem Einkommen von 36.000 Koku gehörten die zuletzt in Obi (Provinz Hyūga) residierenden Itō zu den kleineren Tozama-Daimyō der Edo-Zeit.

## Genealogie
Kudō Ietsugu (工藤家次) hatte zwei Söhne, Sukeie (祐家) und Suketsugu (祐継).

### Hauptlinie
- Sukechika (祐親; † 1181/2), Sukuies Sohn, erhielt nach dem Tode seines Vaters die Domäne Kawazu (Izu) und wurde deshalb auch Kawazu Jirō genannt. Sein Onkel Suketsugu erkrankte und vertraute ihm seinen Sohn Suketsune an, der dann sie Domäne Itō (Izu) erhalten sollte. Aber gleich nach dem Tode Sugetsugus schickte Sukechika den Sohn weg nach Kyoto und übernahm dessen Domäne. Suketsune schwor Rache, und als eines Tages die Familie Minamoto no Yoritomo auf der Jagd begleitete, tötete er Sukeyasu, Sukechikas Sohn, und verwundete Sukechika. Dieser Mord führte zur Rache der Soga-Brüder, der Söhne Sukeyasus.[Anm. 2] Sukechika erholte sich von seinen Verletzungen, als er aber sich weigerte, Yoritomo auf dem Feldzug gegen die Taira zu folgen, wurde er festgenommen und musste Seppuku begehen.
- Sukekiyo (祐清; † 1183), Sukechikas zweiter Sohn, ging nach dem Tode seines Vaters nach Kyoto und schloss sich den Taira an. Er wurde in der Schlacht von Shinohara (Ōmi) getötet, als er gegen Kiso Yoshinaka kämpfte.
- Suketsune (祐経; † 1193), Suketsus Sohn, verlor seine Domäne an seinen Onkel Itō Sukechika und wurde in Kyoto festgesetzt. Er rächte sich, indem er seinen Onkel Sukechika verwundete und seinen Vetter Sukeyasu tötete. Die Söhne Sukeyasus, die Soga-Brüder Sukenari (auch Jūrō) und Tokimune (auch Gorō) mussten lange auf eine günstige Gelegenheit für die Rache warten. Schließlich konnten sie Suketsune 1193 im Lager von Yoritomo töten. Sie wurden  dabei gefasst und verloren selbst ihr Leben. Die Rache der Soga-Brüder wurde ein Thema in der japanischen Literatur, im Nō, Kabuki und im Ukiyo-e.
- Yoshisuke (義祐; 1512–1584), ein Nachkomme Suketsunes, erbte 1533 die Domäne Agata (auch Nobeoka, Hyūga). 1541 besiegte er die Shimazu, wobei der Krieg noch zehn Jahre weiter ging. Dabei konnte er 1568 die Burg Obi von den Shimazu nehmen, verlor diese jedoch 1572 wieder. In der Belagerung von Takabaru 1576 verlor er gegen Shimazu Yoshihisa und hatte ein Jahr später seine endgültige Niederlage in der Schlacht von Tozaki-Kamiya. Er floh nach Bungo und suchte in der Residenz von Ōtomo Sōrin Zuflucht. Schließlich ging er nach Kyoto, wo er dann starb.
- Yoshimasu (義益; 1546–1569), der älteste Sohn von Yoshisuke, starb vor seinem Vater. Seine beiden Söhne, Yoshikata und Yoshikatsu wurden 1582 getauft auf die Namen Bartholomeus und Hieronymus.
- Suketaka (祐兵; 1559–1600), ein weiterer Sohn Yoshisukes, war zusammen mit seinem Vater besiegt worden und floh mit ihm 1577 in die Provinz Bungo und dann 1579 nach Kyoto. Nach dem Tode Oda Nobunagas schloss er sich Toyotomi Hideyoshi an, der ihn zum Mimbu no taifu (民部大輔, „Erster Vizeminister des Inneren“) ernannte und ihm Gebiete in der Provinz Kawachi gab. Nach dem Kyūshū-Feldzug 1587 erhielt er die Burg Obi in der Provinz Hyūga mit 50.000 Koku. Suketake nahm auch an dem Korea-Feldzug teil und erhielt 1599 den Titel Bungo no kami.
- Sukeyoshi (祐慶; 1589–1636), ein Sohn Suketakas, nahm mit nur elf Jahren an der Schlacht von Sekigahara teil, dann auch an dem Feldzug von Kuroda Yoshitaka und Katō Kiyomasa gegen die Shimazu. Er erhielt den Titel Shuri no daibu (修理大夫, „Direktor für Palastreparaturen“), den auch seine Nachkommen führten. Diese residierten bis 1868 in Obi.

### Nebenzweig
- Ein Nebenzweig, begründet von Nagazane (長実; 1560–1629), einem Nachkommen Sukekiyos, residierte von 1615 bis 1868 in einem Festen Haus (jinya) in Okada (Bitchū)[Anm. 3] mit 10.000 Koku.